# 宝塚歌劇団57期生
宝塚歌劇団57期生（たからづかかげきだん57きせい）は、1969年（昭和44年）に宝塚音楽学校に入学、1971年（昭和46年）に宝塚歌劇団に入団した55名を指す。

## 概要
初舞台の演目は、花組公演「花は散る散る／ジョイ!」。

## 主な生徒

### OG
- 北原千琴：元花組トップ娘役

### 現役
- 汝鳥伶：専科男役
- 京三紗：専科女役

## 一覧
| 芸名       | 読み仮名          | 誕生日   | 出身地               | 出身校                     | 芸名の由来                                              | 愛称                    | 役柄 | 退団年 | 備考                            |
| ---------- | ----------------- | -------- | -------------------- | -------------------------- | ------------------------------------------------------- | ----------------------- | ---- | ------ | ------------------------------- |
| 藍園ゆか   | あいぞの ゆか     | 10月25日 | 兵庫県神戸市東灘区   | 松蔭女子学院               | 自分で考案                                              | トコ                    | 娘役 | 1980年 |                                 |
| 晃みやび   | あきら みやび     | 5月24日  | 愛媛県八幡浜市       | 桜塚高等学校               | 尊師が命名                                              | スガちゃん ガス         | 男役 | 1986年 | 日本舞踊・花柳禄紫保            |
| 亜湖千波   | あこ ちなみ       | 1月15日  | 兵庫県神戸市         | 山手学園                   |                                                         | キョトン                | 男役 | 1978年 |                                 |
| 麻みつる   | あさ みつる       | 9月11日  | 東京都中央区         | 戸板学園                   |                                                         | エモン                  | 男役 | 1972年 |                                 |
| 芦沙織     | あし さおり       | 11月11日 | 兵庫県芦屋市         | 芦屋市立芦屋高等学校       |                                                         | ぼけ                    | 男役 | 1987年 | 後に帯刀ジョゼに改名            |
| 伊豆踊子   | いず ようこ       | 8月13日  | 静岡県伊東市         | 函嶺白百合学園             | 伊豆の踊子より 父が命名                                 | チヨエ ムーミン         | 娘役 | 1974年 |                                 |
| 潮はるか   | うしお はるか     | 5月6日   | 東京都文京区         | 宇都宮女子高等学校         | 父が命名                                                | タマ                    | 娘役 | 1981年 |                                 |
| 克美仁     | かつみ ひろし     | 9月6日   | 和歌山県和歌山市     | 尼崎高等学校               | 家族で考案                                              | ジュンちゃん オリーブ   | 男役 | 1983年 |                                 |
| 賀茂鶴みき | かもづる みき     | 5月7日   | 大阪府大阪市西区     | 金蘭会学園高等学校         |                                                         | カヨ                    | 男役 | 1976年 |                                 |
| 神奈吾衣   | かんな あい       | 10月3日  | 兵庫県神戸市長田区   | 神戸山手学園               | 誕生月 （10月）に因む                                   | アサコ                  | 娘役 | 1976年 |                                 |
| 北小路みほ | きたこうじ みほ   | 5月8日   | 京都府京都市         | 尚徳中学校                 | 出身地名                                                | ポイ                    | 娘役 | 1991年 |                                 |
| 北原千琴   | きたはら ちこと   | 6月30日  | 東京都中野区         | 東京文化学園               |                                                         | マチコちゃん            | 娘役 | 1979年 |                                 |
| 衣笠彰     | きぬがさ あきら   | 9月13日  | 東京都豊島区         | 京華学園                   | 尊敬する上級生が命名                                    | ビーバー ポール         | 男役 | 1974年 |                                 |
| 京三紗子   | きょう みさこ     | 3月11日  | 神奈川県横浜市中区   | 京浜女子大学高等部         |                                                         | いっちゃん              | 娘役 |        | 後に京三紗に改名                |
| 桐生のぼる | きりゅう のぼる   | 7月11日  | 兵庫県神戸市長田区   | 西代中学校                 | 真っ直ぐに育つ 桐の木を 手本に                          | マユミ                  | 男役 | 1983年 | 後に娘役に転向 日本舞踊・花柳束 |
| 呉竹晃     | くれたけ ひかる   | 4月29日  | 大阪府豊中市         | 芦屋学園                   | 「かぐや姫」                                            | チーコ チカちゃん       | 男役 | 1974年 |                                 |
| 紅ひとみ   | くれない ひとみ   | 5月8日   | 福島県いわき市       | 勿来高等学校               | 知人が命名                                              | オノちゃん ミルク       | 娘役 | 1985年 |                                 |
| 圭加々利   | けい かがり       | 12月15日 | 兵庫県尼崎市         | 花園中学校                 | 尊師が命名                                              | マキ                    | 男役 | 1973年 |                                 |
| 高地ひろき | こうち ひろき     | 4月16日  | 東京都世田谷区       | 東京女学館                 |                                                         | ナオちゃん              | 男役 | 1973年 |                                 |
| 小早川有希 | こばやかわ ゆき   | 8月10日  | 東京都渋谷区         | 精華学園女子中学校         |                                                         | エチゴちゃん            | 娘役 | 1971年 |                                 |
| 榊なお     | さかき なお       | 1月5日   | 静岡県島田市         | 宝仙高等学校               | 自分で考案                                              | マス                    | 男役 | 1972年 |                                 |
| 沙羅けい   | さら けい         | 9月23日  | 大阪府大阪市東住吉区 | 東大谷高等学校             | 自分で考案                                              | クミ サラ               | 男役 | 1989年 |                                 |
| 三条有左   | さんじょう ありさ | 4月8日   | 大阪府大阪市         | 茨木市立東中学校           |                                                         | ヘーチャコ              | 男役 | 1974年 |                                 |
| 真さや希   | しん さやき       | 5月11日  | 大阪府大阪市         | 宝塚第一中学校             |                                                         | モカ                    | 男役 | 1971年 |                                 |
| 高丘けい子 | たかおか けいこ   | 1月9日   | 東京都大田区         | 田園調布中学校             | 尊敬する人が命名                                        | ハーボ                  | 娘役 | 1972年 |                                 |
| 鷹匠恵     | たかしょう めぐみ | 6月23日  | 兵庫県神戸市灘区     | 武庫川学院                 | 出生地 本名                                             | メグ                    | 男役 | 1980年 |                                 |
| 貴津句美   | たかつ くみ       | 11月21日 | 大阪府大阪市         | PL学園中学校               | 尊敬する人が命名                                        | ポンコちゃん ツキちゃん | 娘役 | 1972年 |                                 |
| 玉寄ひかる | たまよせ ひかる   | 8月14日  | 大阪府大阪市阿倍野区 | 香川明善高等学校           |                                                         | マミちゃん              | 娘役 | 1977年 | 後に苑真由美に改名              |
| 珠るい子   | たま るいこ       | 2月27日  | 大阪府高槻市         | 成安女子高等学校           |                                                         | リコ                    | 娘役 | 1975年 |                                 |
| 千里ひろみ | ちさと ひろみ     | 3月25日  | 大阪府大阪市南区     | 帝塚山学院                 | 千里丘陵に因み 父が命名                                 | ノコ                    | 男役 | 1982年 | 後に千里ひろに改名              |
| 友ちはる   | とも ちはる       | 3月4日   | 東京都江戸川区       | 池田高等学校               |                                                         | ドト パル               | 娘役 | 1973年 |                                 |
| 登流路     | とりゅう みち     | 1月27日  | 宮崎県都城市         | 芦屋女子高等学校           | 姉の芸名                                                | コチミ                  | 娘役 | 1972年 |                                 |
| 央いおり   | なか いおり       | 6月1日   | 山口県玖珂郡         | 日本大学附属桜ヶ丘高等学校 |                                                         | シンちゃん              | 男役 | 1988年 | 後になかいおりに改名            |
| 夏季暉     | なつき てる       | 7月15日  | 和歌山県那賀郡       | 梅花女子高等学校           | 尊師が命名                                              | ヤナ なっちゃん         | 男役 | 1974年 |                                 |
| 汝鳥玲     | なとり れい       | 4月20日  | 大阪府大阪市         | 大阪府立吹田高等学校       | 父が命名                                                | ユーチャン ユーコ       | 男役 |        | 後に汝鳥伶に改名                |
| 錦乃花世   | にしきの はなよ   | 11月20日 | 東京都江東区         | 和洋国府台女子高等学校     | 日本の四季                                              | コンチ                  | 男役 | 1977年 | 後に錦野花世に改名              |
| 葉月しげる | はづき しげる     | 8月11日  | 岡山県               | 成蹊学園                   |                                                         | ヤノちゃん              | 男役 | 1980年 |                                 |
| 埴りお     | はに りお         | 11月4日  | 大阪府大阪市         | 田園調布学園               |                                                         | エミ                    | 男役 | 1973年 |                                 |
| 隼あみり   | はやぶさ あみり   | 6月24日  | 大阪府吹田市         | 追手門学院                 | 「隼」は恩師に、 「あみり」は 父が台湾の事を 思い付ける | シャーちゃん            | 男役 | 1975年 |                                 |
| 鳳城ひろき | ほうじょう ひろき | 4月28日  | 兵庫県宝塚市         | 神戸松蔭女子学院           | 大きく 羽ばたくように                                   | ケコ                    | 男役 | 1980年 |                                 |
| 帆波真琴   | ほなみ まこと     | 5月17日  | 青森県青森市         | 野脇中学校                 |                                                         | ヘッチ マコト           | 男役 | 1973年 |                                 |
| 真桐彩     | まぎり あや       | 8月2日   | 大阪府大阪市住吉区   | 三稜中学校                 |                                                         | ヤッコ                  | 男役 | 1985年 | 後に娘役に転向                  |
| 真南ひろか | まな ひろか       | 5月3日   | 東京都目黒区         | 順心女子学園               |                                                         | カオ                    | 男役 | 1982年 |                                 |
| 毬れいか   | まり れいか       | 7月12日  | 京都府京都市         | 上京中学校                 |                                                         | マリちゃん              | 娘役 | 1974年 |                                 |
| 美詩える   | みし える         | 11月10日 | 東京都               | 常磐松学園                 |                                                         | クペ ユウちゃん         | 男役 | 1973年 |                                 |
| 美珠千代   | みたま ちよ       | 7月8日   | 大阪府大阪市住吉区   | 大谷学園                   |                                                         | チヨちゃん              | 娘役 | 1981年 |                                 |
| 美甫まりか | みほ まりか       | 8月9日   | 東京都大田区         | 香蘭女学校                 |                                                         | マリコ マリちゃん       | 娘役 | 1976年 |                                 |
| 紋あみ     | もん あみ         | 9月27日  | 東京都千代田区       | 清泉女学院                 | フランス語を 捩る                                       | テンコ                  | 娘役 | 1976年 |                                 |
| 優しらべ   | ゆう しらべ       | 6月15日  | 大阪府大阪市         | 桜宮高等学校               | 母が考案                                                | みどり                  | 娘役 | 1974年 |                                 |
| 佑月薫     | ゆづき かおる     | 5月19日  | 福岡県福岡市         | 宝塚市立宝梅中学校         |                                                         | チョンロ                | 娘役 | 1973年 |                                 |
| 夢まどか   | ゆめ まどか       | 7月27日  | 神奈川県川崎市       | 立正女子学園               | 知人が命名                                              | ネモ                    | 娘役 | 1981年 |                                 |
| 美野真奈   | よしの まな       | 6月15日  | 静岡県清水市         | PL学園                     | 尊師が命名                                              | カミコ                  | 娘役 | 1986年 | 日本舞踊・西川真奈              |
| 塁あづち   | るい あづち       | 12月4日  | 東京都渋谷区         | 学習院女子高等科           | 知人が命名                                              | ヨーコ                  | 男役 | 1972年 |                                 |
| 礼美良     | れみ りょう       | 11月19日 | 大阪府大阪市生野区   | 清友高等学校               |                                                         | ノン                    | 男役 | 1978年 |                                 |
| 漣千央     | れん ちお         | 12月11日 | 東京都品川区         | 川村学園                   | 祖父母が命名                                            | ゆか                    | 男役 | 1972年 |                                 |